# Chinasat 5D
O Chinasat 5D, também conhecido por Zhongxing 5D (ZX-5D), antigo Apstar 1A, é um satélite de comunicação geoestacionário chinês que foi construído pela Hughes, ele está localizado na posição orbital de 51,5 graus de longitude leste e é operado inicialmente pela APT Satellite Holdings Limited e atualmente pela China Satcom. O satélite foi baseado na plataforma HS-376 e sua expectativa de vida útil era de 9 anos.

## Lançamento
O satélite foi lançado com sucesso ao espaço no dia 3 de julho de 1996, por meio de um veiculo Longa Marcha 3 lançado a partir do Centro Espacial de Xichang, na China. Ele tinha uma massa de lançamento de 1 400 kg.

## Capacidade
O Chinasat 5D é equipado com 24 (mais 6 de reserva) transponders em banda C para fornecer serviços de cobertura de TV.